# Imogen
Imogen je ženské křestní jméno. Původně vzniklo jako špatně napsaná variace jména Innogen, které pochází ze staršího gaelského jména Ingen znamenající „panna“ či „dcera“.
Podle pověsti byla Innogen známá britská královna. První záznam užití Imogen byla od Shakespeara ve hře Cymbelín. Shakespeare mohl psát Innogen a až při tisku vznikla chyba v podobě Imogen.

## Známé nositelky
- Imogen Annesley, australská herečka
- Imogen Cairns, britská gymnastka
- Imogen Cooper, britská pianistka
- Imogen Cunninghamová, americká fotografka
- Imogen Edwards-Jones, britská autorka
- Imogen Heap, britská zpěvačka a skladatelka
- Imogen Holst, britská skladatelka a dirigentka
- Imogen Lloyd Webber, britská spisovatelka a divadelní manažerka
- Imogen Stuart, německá sochařka

## Fiktivní nositelky
- Imogen, postava ze hry Cymbelín
- Imogene, postava z opery Il pirata of Vincenza Belliniho
- Imogen, postava z knihy od Anne Fine
- Imogen, dcera Winifred Foryste Dartie ze seriálu Sága rodu Forsytů